# Francesc Burrull
Francesc Burrull i Ill [I-L-L] (Barcelona, España, 18 de octubre de 1934 — San Pedro de Ribas, Barcelona, 28 de agosto de 2021) fue un músico español, compositor e intérprete, arreglista y pianista de jazz y de la Nova Cançó.

## Trayectoria artística
Estudió en el Conservatorio Superior de Música del Gran Teatro del Liceo de Barcelona. Tuvo como maestro a Pere Vallribera i Moliné. Tras concluir la carrera de música y piano empezó a dejarse notar en el ámbito musical de Barcelona, un ámbito plagado de ricos intérpretes en la órbita del jazz.
Su progresión fue importante y parte de la formación de grupos propios como "Latin Combo", con el que registró doce discos que dan una idea de su evolución y sentido musical, donde el jazz aparece como referente prioritario. A "Latin Combo" le seguirá posteriormente "Latin Quartet", con el que editó siete discos.
Ha tocado al lado de nombres de primer nivel, como Sidney Bechet, Bill Coleman, Chet Baker, Don Byas o Jean-Luc Ponty. No falta su aportación a la discografía de Tete Montoliu apareciendo como vibrafonista en dos de sus discos. También ha hecho arreglos para discos del bolerista Antonio Machín.
Con el surgimiento de la Nova Cançó, fue requerido por muchos de sus intérpretes en su faceta de compositor y arreglista. Dejó su sello en discos de Guillermina Motta, Núria Feliu, Mercè Madolell, La Trinca, Pere Tàpias, Joan Baptista Humet o La Voss del Trópico (Jordi Farràs). También firmó arreglos para Lluís Llach, con el que colaboró en su disco Com un arbre nu firmando los arreglos de su canción Ma tristesa y encargándose de la dirección musical del tema Bon senyor.
Dirigió la Editorial Concèntric obteniendo gracias a esa extraordinaria labor el "Gran Premio del disco catalán". No solo el sello Concèntric disfrutó de sus aportaciones: también dispersó su talento en otras discográficas como Edigsa, Discophon, Ariola, Emi-Odeon, Zafiro y Movieplay. Llevó a cabo también los arreglos, la dirección y la interpretación con los instrumentos de teclado en la grabación en disco en 1976 de la que se presentó como "primera Ópera Rock en catalá": Granja Animal, adaptación de la obra Rebelión en la granja, de George Orwell.
Al mítico Duke Ellington le dedicó un disco homenaje, con motivo de su fallecimiento, que fue el punto de partida de la "Big Band de Barcelona", integrada por dieciocho músicos y de la que será Burrull principal impulsor y director. Fue destacada su colaboración para la Banda Municipal y para la OBC, como solista de piano en la Rhapsody in Blue y el Concierto en Fa de George Gershwin. Ha actuado en solitario y con grupo formando un trío, con Llorenç Ametller al bajo y Quim Soler a la batería, que dio su fruto en forma de trabajos discográficos titulados Passeig de Gràcia y Barcelona Jazz, donde todas las composiciones incluidas son originales. En solitario ha registrado un disco titulado Blanc i negre.
En 1992, obtuvo un importante y merecido reconocimiento que valora su trayectoria: el Premio Nacional de Música de Cataluña en la categoría de jazz, otorgado por la Generalidad de Cataluña y que reconoció su trayectoria como músico. 
Su colaboración con Joan Manuel Serrat arrancó en 1967 firmando los arreglos del EP Cançó de matinada, donde además del tema homónimo figuran Me'n vaig a peu, Paraules d'amor y Les sabates. En 1972 volvió a reencontrase con Serrat para firmar los arreglos del álbum Miguel Hernández, uno de los trabajos de más exquisita concepción musical del cantautor catalán, del que Burrull fue director musical y pianista en los primeros años 70 hasta el retorno de Ricard Miralles en 1974.

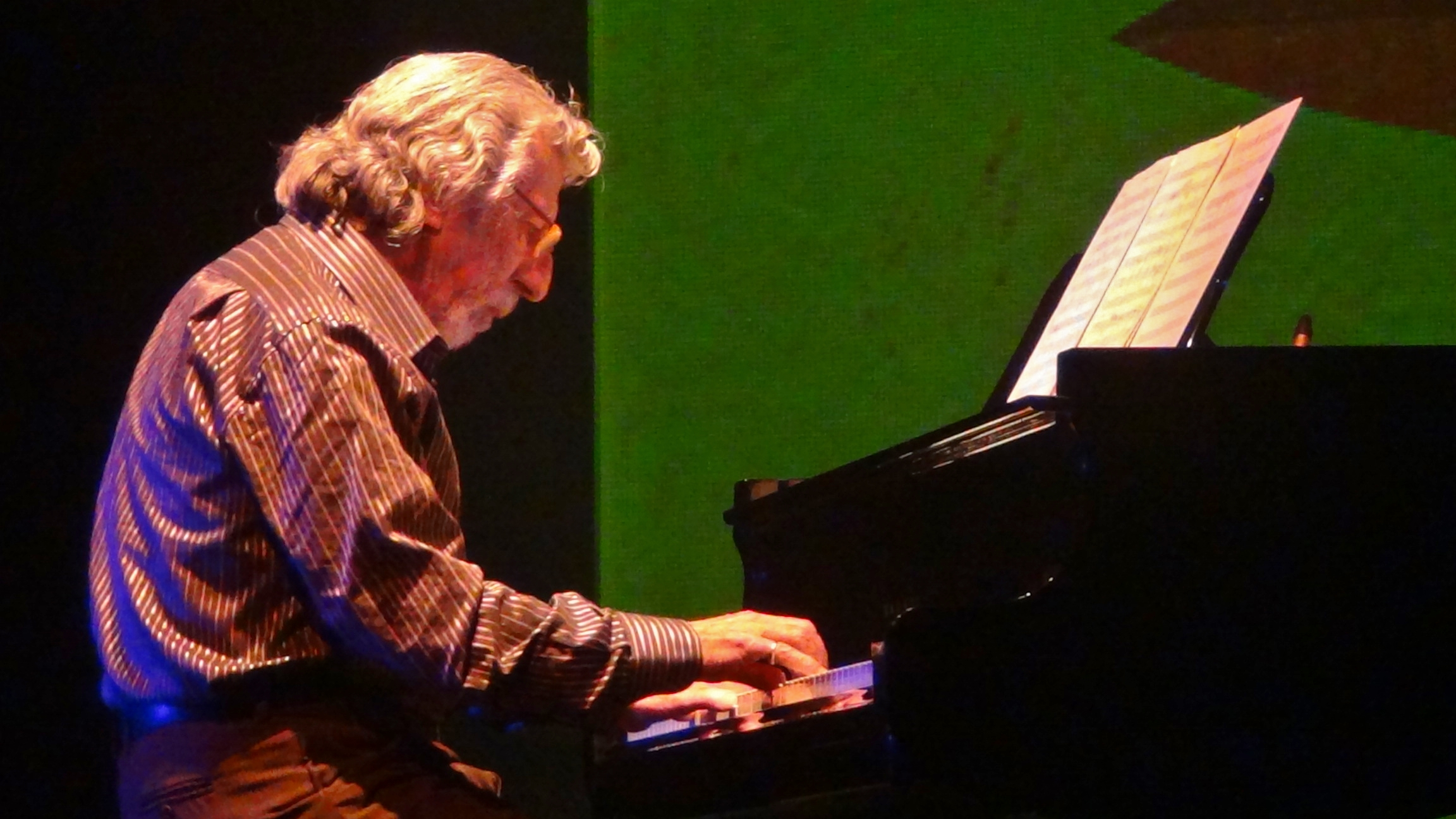
Francesc Burrull en escena, en la edición del 2013 del Festival Barnasants

En 2000 colaboró con la actriz y cantante Lola Bou interpretando a Kurt Weill en un espectáculo titulado De Berlín a Broadway que volvió a demostrar su versatilidad como pianista.
Fiel a ese compromiso con las canciones de Serrat fue su recital con la cantante Laura Simó, que presentó desde 2002 con un paseo antológico por la obra del cantautor barcelonés, finalmente editado en CD en 2007 bajo el título Laura Simó & Francesc Burrull interpreten Serrat, editado por Stres Music, interpretaron los temas de Serrat: Lucía, Me'n vaig a peu, No hago otra cosa que pensar en ti, Del pasado efímero, Llanto y coplas, Barquito de papel, El meu carrer, Conillet de vellut, Tio Alberto, Perquè la gent s'avorreix tant? y Mediterráneo.
También en 2007 publicó un libro-disco de canciones infantiles propias: Sentiments i emocions (Bellaterra Música).
En 2010 editó un segundo disco en homenaje a Serrat también junto a Laura Simó que llevó por título Temps de pluja (Temps Record). En ese mismo año publicó Les 26 cançons infantils (Edicions La Campana, 2010), libro de partituras y textos escritos junto a Josep Maria Espinàs y con prólogo de Lluís Llach, Incluyendo grabación en CD con las 26 canciones infantiles editadas en cuatro discos de 1967 a 1970.
En 2012 colaboró con el cantautor Joan Isaac grabando dos temas en su disco Piano, piano y le acompañó en directo en su presentación. En 2013 el músico, residente en Vilanova i Geltrú (Barcelona), declaró que si tuviera que quedarse con tres discos de toda su trayectoria artística serían el dedicado al poeta Miguel Hernández de 1972 con Joan Manuel Serrat, Diálogos de 1975 con Joan Baptista Humet y el clásico Manuel de Falla avui de 1976, con Albert Moraleda al bajo, Miquel Àngel Lizandra a la batería y la colaboración especial de Leonora Milà al piano, este último disco fue retirado al poco tiempo de ponerse a la venta por problemas de derechos de autor con los herederos de Manuel de Falla.

### Fallecimiento
Burrull falleció el 28 de agosto de 2021, a los ochenta y seis años, debido a una enfermedad renal.

## Discografía parcial
- Fantasía musical thailandesa, EP con la Orquesta Montoliu (1962)
- Negro Spirituals (1971)
- Miguel Hernández (1972) con Joan Manuel Serrat
- Recordando a Duke Ellington (1974)
- Diálogos con Joan Baptista Humet (1975)
- Manuel de Falla avui (con Leonora Milà: piano; Albert Moraleda: bajo y contrabajo; Miguel Ángel Lizandra: batería). Catalonia Concerts Jazz (1976)
- Sinceritat..., con Ricard Roda (1995)
- No son... boleros, con La Voss del Trópico (1996)
- Blanc i negre (1997), piano solo
- Un poema de amor, con La Voss del Trópico (1999)
- Passeig de Gràcia, grabado con su trío: Llorenç Ametller: bajo; Quim Soler: batería; Francesc Burrull: piano
- Barcelona Jazz, grabado con su trío de jazz.
- Laura Simó & Francesc Burrull interpreten Serrat (2007)
- Temps de pluja (2010), un segundo conjunto de versiones de canciones de Joan Manuel Serrat acompañando a Laura Simó.